# Cautinella
Cautinella là một chi nhện trong họ Linyphiidae.